# Dren (Vorname)
Dren ist ein Vorname, der in den Ländern des Balkans für Jungen und Mädchen vergeben wird. Besonders weit verbreitet ist Dren als Jungenname im Kosovo. In der albanischen Sprache bedeutet er Hirsch.

## Namensträger
- Dren Hodja (* 1994), deutsch-albanischer Fußballspieler
- Dren Feka (* 1997), deutsch-kosovarischer Fußballspieler
- Dren Mandić (ca. 1972–2008), serbischer Bergsteiger, tödlich verunglückt bei der K2-Tragödie 2008

## Fiktionale Namensträger
- Dren ist der Name der Figur Kish in der englischen Adaption Mew Mew Power der japanischen Anime-Serie Tokyo Mew Mew.[1]
- Dren wurde als Spitzname in einer Episode von Happy Days als Ananym von Nerd (engl.: Außenseiter, Streber) benutzt, indem das Wort rückwärts geschrieben wurde.[2]
- Dren ist der Name des im Labor erzeugten Mischwesens aus Mensch und Tier im Kinofilm Splice – Das Genexperiment. Hier ist der Name das Ananym zu NERD, dem Namen der Firma.